# Idaea sodaliaria
Idaea sodaliaria är en fjärilsart som beskrevs av Herrich-Schäffer 1852. Idaea sodaliaria ingår i släktet Idaea och familjen mätare. Inga underarter finns listade i Catalogue of Life.